# Solární tašky
Solární tašky, nazývané též fotovoltaické tašky, popř. šindele, mají solární panely navržené tak, aby vypadaly a fungovaly jako běžné střešní materiály, například asfaltové nebo břidlicové tašky, a zároveň vyráběly elektřinu. Solární tašky patří ke zdrojům solární energie zvané fotovoltaika integrovaná do stavební konstrukce (BIPV).

## Druhy
Existuje několik druhů solárních tašek: Patří sem např. pevné panely o délce jedné tašky, které nahradí celou řadu klasických tašek, poté polopevné konstrukce, které obsahují několik křemíkových solárních článků podobných klasickým taškám, a novější systémy používající nejrůznější tenkovrstvé technologie pro solární články, které odpovídají klasickým taškám jak velikostně, tak instalací. Solární tašky vyrábí několik společností, z nichž SolarCity a Tesla jsou dva hlavní výrobci solárních tašek v USA. Mezi další tamní aktivní společnosti patří SunTegra Solar Roof Systems, CertainTeed a Atlantis Energy Systems (asfaltové a břidlicové systémy).

## Historie
Solární tašky se začaly prodávat v roce 2005. V rozhovoru pro Reuters v roce 2009 mluvčí společnosti Dow Chemical Company odhadl, že jejich vstup na trh se solárními taškami by do roku 2015 mohl přinést příjmy ve výši 5 miliard dolarů a do roku 2020 příjmy 10 miliard dolarů. Jejich solární tašky poprvé vstoupily na trh v říjnu 2011 v Coloradu, ale společnost je přestala prodávat již o pět let později v polovině roku 2016.
V říjnu roku 2016 vstoupily na trh společnosti Tesla a SolarCity. Dnes jsou obě společnosti hlavními prodejci solárních tašek v USA.

## Popis
Solární tašky jsou fotovoltaické moduly, které zachycují sluneční světlo a přeměňují jej na elektřinu. Většina solárních tašek má rozměry 300 mm × 2180 mm a lze je položit přímo na střešní plátno. Překládají se přes sebe, takže zůstává viditelný pás o rozměrech 130 mm × 2180 mm. Různé modely tašek mají různé montážní požadavky. Některé mohou být položeny přímo na střešní krytiny vedle klasických asfaltových tašek, zatímco jiné potřebují speciální instalaci.
Někteří výrobci, jako například společnost DOW Chemical Company, používají k přeměně solární energie na elektřinu tenkovrstvé solární technologie, jako je CIGS, které jsou v solárním průmyslu méně běžné než křemíkové články. Jiní výrobci, jako jsou CertainTeed a SunTegra, používají ve svých Apollo II a SunTegra taškách standardní monokrystalické nebo polykrystalické křemíkové solární články. Instalace některých těchto tašek je snazší než instalace tradičních panelů, protože nevyžadují umístění krokví a instalují se podobné jako asfaltové tašky. Solární tašky jsou často na pohled velmi podobné klasickým taškám. Jimi pokryté střechy se proto neliší od klasických střech.

## Solární tašky Tesla
Společnost Tesla své solární tašky představila již na konci roku 2016, ale na trh je uvedla až 10. května 2017. Tyto tašky jsou vyráběny v několika stylech, zprvu lez koupit pouze solární tašky v břidlicovém a toskánském stylu, takřka nerozeznatelné od klasických břidlicových a toskánských tašek. Klientovi tedy nebude nic hyzdit střechu. V roce 2018 ale budou k dostání i styly Textured Glass Tile a Smooth Glass Tile.
Vzhled ale není to jediné, co je na nich výjimečného. Dalším jejich rysem je velká odolnost. Jak ukázaly laboratorní testy, tyto tašky ze zesíleného skla jsou extrémně odolné proti přírodním živlům, zejména krupobití. Při testech vědci na různé druhy tašek vystřelili ledovou kouli rychlostí 160 km/h. Běžná střešní krytina byla rozmetána na kusy, ale taška od Tesly střet ustála. Průběh testu je zachycen i na video.
Tašky Tesla si zájemci mohli objednat již v polovině května 2017, ale pro velký zájem byly ihned vyprodány a s dalším dodáním se čeká až na průběh roku 2018. Tašky lze do vypotřebování kapacity zamlouvat při uhrazení zálohy 930 euro. Firma garantuje záruku po dobu životnosti domu a 30 let na výrobu elektřiny. Cena těchto solárních tašek se pohybuje mezi 5500 a 6000 Kč za m2.

## Nevýhoda solárních tašek
Nevýhoda tašek je prozatím nižší výkon oproti solárním panelům. Tašky dosahují momentálně výjimečně nominálního výkonu lehce přes 200 Wp, zatímco panely přesahují již 300 Wp. Tašky proto čeká nejspíš ještě dlouhý vývoj za vyšší efektivitou.